# Аманда Ригети
Аманда Ригети (на английски: Amanda Righetti) е американска актриса, по-позната като Грейс ван Пелт от „Менталистът – крадецът на мисли“

## Биография
Аманда Ригети е родена на 4 април 1983 г., в градчето Сейнт Джордж, щата Юта и е израснала в Невада, близо до Лас Вегас. Омъжена е за режисьора Джордън Алан.
Започва кариерата си като модел преди да стане актриса. През 1995 – 1996 г. прави първи опити да пробие в киното. Впоследствие има епизодични роли в известните филмови сериали „Ориндж каунти“ (2003-2005), „Антураж“ (2006) и „Пожарникарите от Чикаго“ (2014).
Големият ѝ успех обаче идва през 2008 г. с „Менталистът“, където играе ролята на Грейс ван Пелт – най-младият член на екипа. Задържа се в сериала чак до 2015 г., когато е неговият предпоследен сезон. Именно „Менталистът“ дава тласък на кариерата ѝ.
През 2011 г. участва в „Капитан Америка: Първият отмъстител“ в ролята на агент на Щ.И.Т., а от 2016 г. в продължение на два сезона играе в пост-апокалиптчния сериал „Колония“ ролята на сестрата на главната героиня – Маделин.